# Бройнинг, Олаф
О́лаф Бро́йнинг (нем. Olaf Breuning; 1970, Шаффхаузен, Швейцария) — швейцарский художник, скульптор, фотограф. Живёт и работает в Нью-Йорке.

## Биография
Олаф Бройнинг родился в 1970 году в Шаффхаузене. В 1993 году окончил обучение в качестве фотографа в Винтертуре. В 1995 года он продолжил обучение в Высшей школе дизайна в Цюрихе.
В 2001 году он переехал из Цюриха в Нью-Йорк, где в настоящее время живёт и работает.

## Творчество
Окончив обучение, Олаф Бройнинг начал работать сразу в нескольких направлениях: видео-арт, скульптура, рисунок и инсталляция. В своих работах он исследует феномен китча, клише, апроприации и поп-культуры.
На протяжении своей карьеры Бройнинг принимал участие во многих престижных общественных проектах, в том числе: «Lightness of Being» (2013) в City Hall Park, «Happening of Station to station» (2013), Miami Art Basel (2013). Инсталляция «Clouds» (2014) украсила вход в Центральный парк ярко-синими алюминиевыми облаками, расположенными на высоте 35 футов над землей.
«Я хотел бы быть идеальным, но искусство каждый раз доказывает мне: независимо от того, какую технику я использую, моя личность выходит наружу, и все мы … что-то неидеальное. Мне это нравится. Все-таки мы живые люди». — Олаф Бройнинг

## Публикации
- Ugly, 2000, монография, Hatje Cantz, ISBN 3-7757-1105-8
- Home, 2004, монография, JPR/Ringier, Magasin, Les Musees de Strasbourg, ISBN 2-940271-39-9
- Queen Mary, 2006, каталог, JPR/Ringier, ISBN 3-905701-94-4
- Queen Mary II, 2010, монография, JPR/Ringier, Zurich
- Olaf Breuning, Tony Matelli, John Miller, 2014, Галерея Гари Татинцяна, ISBN 978-5-9906881-4-8